# 高觀廟范公墓
高觀廟範公墓位於四川省南充市儀隴縣，文物遺址年代判定為清。2012年7月16日公佈為第八批四川省文物保護單位。

## 簡介[2]
高觀廟范公墓位於四川省南充市儀隴縣龍橋鄉高觀廟村，建於清道光二十八年（1848），坐北向南，由石拱篷頂罩、墓塚、享堂、碑樓、牌樓、石獅構成，通面闊15.08公尺，通進深18.4公尺，墓葬占地面積277.54平方公尺。高觀廟范公墓是三人合家，馬蹄形土塚，用灰褐色砂岩條石圍砌。塚前是碑樓，四柱三間，三層六樓。碑樓前是2.7公尺寬的享堂，享堂前是牌樓，四柱三間，二層一樓，兩邊施抱鼓石。牌樓前兩側對稱各一石獅。碑樓和牌樓面採用鏤刻、深淺浮雕，圓、平雕等各種雕技，雕刻了歷史戲劇人物故事、墓主人生活圖和花草神獸、對聯詩詞等五十多幅，具有較高的歷史藝術價值。